# Păsățel (Balta), Bârzula
Păsățel (în ucraineană Пасицели, transliterat: Pasîțelî) este un sat în comuna Balta din raionul Bârzula, regiunea Odesa, Ucraina.

## Demografie
Componența lingvistică a comunei Păsățel
     Ucraineană (94,3%)
     Rusă (2,7%)
     Română (2,12%)
     Alte limbi (0,15%)
Conform recensământului din 2001, majoritatea populației comunei Păsățel era vorbitoare de ucraineană (94,3%), existând în minoritate și vorbitori de rusă (2,7%) și română (2,12%).

## Personalități

### Născuți în Păsățel
- Pavel Ciumac (1925–1997), militar sovietic, participant al celui de-al Doilea Război Mondial, Erou al Uniunii Sovietice.